# Малі Сади
Малі́ Сади́ —  село в Україні,  у Привільненській сільській громаді Дубенського району Рівненської області. Населення становить 492 особи.

## Розташування
До 2020 року - адміністративний центр Малосадівської сільської ради до якої також входили село Придорожнє та село Великі Сади, село Олександрівка знято з облікових даних. До села приєднано хутори Кривуха (не плутати із хутором Кривуха, який увійшов до складу села з аналогічною назвою), Круча, Смолярня та село Великополяна (попередня назва Ельзбецін). Знаходиться у Дубенському районі на Волинській височині на дорозі Т 0303 Луцьк-Демидівка-Дубно.
У пресі часто пишуть про події, що стались на дорозі "між селами Кривуха та Кліщиха", як то підтоплення автобуса чи зломлені буревієм дерева, що не зовсім відповідає дійсності, адже ці села сполучає лише ґрунтова дорога. Насправді мова йде про частину села Малі Сади, на околиці якої якийсь мудрагель спорудив зупинку "Кліщиха"(очевидно, щоб таким чином віднести дане село до таких, з яким є автобусне сполучення), саме ж село розташоване в 3 км звідти (по іншу сторону ур.Ліс Кліщиха, та ще й в іншій сільській раді), що вводить в оману не лише подорожніх, але й місцевих жителів та пресу...

## Визначні особи
В 1930-х роках в селі вчителював Коломиєць Авенір, якому на фасаді Малосадівського НВК встановлена пам'ятна дошка.

## Історія
7 (20) листопада 1917 року, відповідно до Третього Універсалу Української Центральної Ради, увійшло до складу Української Народної Республіки.
Рішенням від 19 квітня 1926 р.  №AO 376 Міністерство внутрішніх справ Польщі змінило назву об’єднаних поселень Щуровщина та Ельжбецин, на село Великополянка.
На 1936 рік село входило до ґміни Дубно Дубенського повіту. 
Станом на 1 вересня 1946 року село є центром Малосадівської сільської ради, до якої також входять хутори Велико-Полянка та Придорожній.
12 червня 2020 року, відповідно до розпорядження Кабінету Міністрів України № 722-р від «Про визначення адміністративних центрів та затвердження територій територіальних громад Рівненської області», увійшло до складу Привільненської сільської громади.
19 липня 2020 року, в результаті адміністративно-територіальної реформи та ліквідації  Дубенського (1939—2020) району, село увійшло до складу новоутвореного Дубенського району.

## Персоналії села

### Учасники Другої світової війни
- Бернацький Петро Якович народився 1921 року в с. Малі Сади. Перебував на фронті з червня 1941року по травень 1942 року.
- Романюк Мартин Федорович народився 1901 року в с. Малі Сади.Перебував на фронті з червня 1944 року по січень 1945 року.
- Сацюк Іван Степанович народився 1922 року в с. Малі Сади. Перебував на фронті з  червня 1944 року по грудень 1945 року.
- Поліщук Григорій Савович народився 1903 року в с. Малі Сади. Перебував на фронті з травня 1944 року по лютий 1945 року.
- Біляк Гаврило Васильович народився 1918 року. Перебував на фронті з червня 1944 року по травень 1945 року.